# Operación Cinturón
La Operación Cinturón (en polaco: Akcja Taśma) fue una de las operaciones contra la Alemania nazi a gran escala del Kedyw del Armia Krajowa durante la Segunda Guerra Mundial.
En agosto de 1943, el cuartel general del Armia Krajowa ordenó al Kedyw preparar una operación armada contra los puestos fronterizos alemanes en la frontera entre el Gobierno General y los territorios anexionados por el Tercer Reich. En febrero de 1944, 13 puestos de avanzada alemanes fueron destruidos con pocas pérdidas del lado polaco. Uno de los polacos que murió en la operación fue Tadeusz Zawadzki, una de las personalidades más importantes de la resistencia polaca. Zawadzki fue asesinado el 20 de agosto de 1943, durante un ataque a una estación fronteriza alemana en el pueblo de Sieczychy, cerca de Wyszków.
La Operación Cinturón en sí tuvo lugar en la noche del 20 al 21 de agosto, cuando se destruyeron siete estaciones alemanas. El 30 de agosto, el general Tadeusz Bór-Komorowski ordenó comenzar la preparación de otra acción armada, la Operación Cadena (en polaco: Akcja Lancuch), que fue la continuación de Cinturón.
Durante la Operación Cadena, que tuvo lugar a fines de noviembre de 1943, unidades del Armia Krajowa llevaron a cabo varios ataques similares en las estaciones fronterizas alemanas en la parte sur de la Polonia ocupada. En el otoño de 1943, el Armia Krajowa del distrito de Cracovia atacó varios puestos de avanzada alemanes a lo largo de la frontera con Eslovaquia, entre otros, en Barwinek, Piwniczna y en el área de Nowy Targ y Wadowice.